# Elena Sofia Ricci
Elena Sofia Ricci, pseudonimo di Elena Sofia Barucchieri (Firenze, 29 marzo 1962), è un'attrice italiana.
Nel corso della sua carriera ha vinto tre David di Donatello, di cui due per la Miglior attrice protagonista, per Ne parliamo lunedì nel 1990 e per Loro nel 2019, e uno per la Migliore attrice non protagonista, per Io e mia sorella nel 1988, quattro Nastri d'argento, un Globo d'oro, tre Ciak d'oro, una Grolla d'oro, un Premio Rodolfo Valentino, un Premio Alberto Sordi, un Premio Virna Lisi, un Premio Anna Magnani, tre Premi Flaiano e due volte il Telegatto.

## Biografia
Figlia dello storico Paolo Barucchieri e della scenografa Elena Ricci Poccetto, e nipote abiatica dell'architetto Leonardo Ricci, viene abbandonata dal padre subito dopo la nascita per poi ritrovarlo all'età di 30 anni. Esordisce giovanissima in teatro ma si fa notare al cinema con Pupi Avati nel film Impiegati che le vale il Globo d'oro come miglior attrice rivelazione. Numerose le sue interpretazioni in popolari serie televisive tra le quali Orgoglio trasmessa da Rai 1 a partire dal 2004, in cui ha interpretato fino ai primi episodi della terza ed ultima stagione il ruolo della nobile Anna Obrofari. Molto importante per la sua carriera anche il successo riscosso dal 2006 con la fiction di Canale 5 I Cesaroni, in cui interpreta il ruolo di Lucia Liguori, moglie di Giulio (Claudio Amendola). Elena ha fatto parte della serie per cinque stagioni sino al 2011. Prima ancora aveva interpretato il ruolo di Elisa nella serie TV Caro maestro (Canale 5).
Nel 2003 vince la Grolla d'oro come migliore attrice protagonista. Nel 2006, nella fiction Giovanni Falcone - L'uomo che sfidò Cosa Nostra, veste i panni di Francesca Morvillo, moglie di Giovanni Falcone. Molti i film per la televisione che la vedono impegnata nel sociale. Tra questi, Tutti i rumori del mondo, la miniserie Gli ultimi del paradiso, Fratelli, Contro ogni volontà. Al cinema ricordiamo Io e mia sorella (1987) di Carlo Verdone, con cui vince i premi Nastro d'argento, David di Donatello e Ciak d'oro come migliore interprete non protagonista; In nome del popolo sovrano, diretto nel 1990 da Luigi Magni, e, nello stesso anno, Ne parliamo lunedì, per la regia di Luciano Odorisio, che le vale ancora la vittoria del Ciak d'oro e del David di Donatello per la migliore attrice protagonista. Nel 2001 recita accanto ad Alessandro Benvenuti nel film Commedia sexy, diretto da Claudio Bigagli.

Elena Sofia Ricci (in primo piano) e Ugo Tognazzi in Ultimo minuto (1987)

Nel 2009 fa parte del corale cast di Ex, per la regia di Fausto Brizzi. L'anno successivo è al cinema in Genitori & figli - Agitare bene prima dell'uso, in cui è diretta da Giovanni Veronesi, per il quale viene candidata al Ciak d'oro come Migliore attrice non protagonista e alla 67ª Mostra internazionale d'arte cinematografica di Venezia per il Premio Kinéo – Diamanti al Cinema come miglior attrice non protagonista. In seguito la troviamo in Mine vaganti di Ferzan Özpetek, per il quale viene ancora candidata al David di Donatello e vince nuovamente il Ciak d'oro e il Nastro d'argento alla migliore attrice non protagonista e viene di nuovo candidata, alla 67ª mostra di Venezia per il Premio Kinéo – Diamanti al Cinema come miglior attrice non protagonista. Il film ottiene un ottimo successo, tanto da incassare, alla fine della sua permanenza in sala, più di otto milioni di euro. Nel 2011 recita nel film Tutta colpa della musica di Ricky Tognazzi. Molte le sue partecipazioni in coproduzioni internazionali, tra cui La rivolta degli impiccati di Juan Luis Buñuel, Un otage de trop di Philippe Galland, Radetzky di Axel Corti, Clarissa di Jacques Deray, Jesus di Roger Young, Stern der Liebe di Marijan David Vajda, Fabio Montale.
Legata da una lunga amicizia al cantante Renato Zero, è stata interprete di due videoclip dello stesso, e al di fuori di attività cinematografiche e teatrali, ha ricoperto più volte il ruolo di testimonial: nella campagna per la promozione della diagnosi precoce del tumore alla mammella, e prima ancora per Race for the cure, per Save the Children; per la campagna di sensibilizzazione S.O.S. Congo e per la lotta contro il fumo.
Dal 2011 recita nel ruolo di Suor Angela nella serie Che Dio ci aiuti in onda su Rai 1, che ha riscosso un notevole successo. Nel 2014 prende parte alle riprese della fiction di Riccardo Donna Romeo e Giulietta, con Alessandra Mastronardi, sua collega ne I Cesaroni. Nello stesso anno partecipa ad un'altra fiction, Le due leggi, in onda su Rai 1, in cui interpreta una direttrice di banca di nome Adriana Zanardi. Ancora nel 2014 è tra i protagonisti del film Allacciate le cinture di Ferzan Özpetek, al fianco di Kasia Smutniak, per il quale vince, alla 71ª Mostra internazionale d'arte cinematografica di Venezia, il Premio Kinéo – Diamanti al Cinema come miglior attrice non protagonista.
Negli stessi anni è tornata ad essere attiva anche in teatro, oltre alla regia, anche come attrice, portando in scena con grande successo I Blues di Tennessee Williams nel 2015, e nel 2018 Vetri rotti di Arthur Miller. Nel marzo 2016 firma la sua prima regia teatrale, Mammamiabella!, con le musiche dal vivo di Stefano Mainetti, e interpretato da Sabrina Pellegrino, Valentina Olla e Federico Perrotta.
Nel 2018 partecipa al film biografico su Silvio Berlusconi di Paolo Sorrentino, Loro nel ruolo di Veronica Lario, per il quale vince nuovamente il Nastro d'argento e il David di Donatello per la migliore attrice protagonista. Il 19 aprile 2018 esce al cinema Il tuttofare, film del regista Valerio Attanasio, che la vede protagonista al fianco di Sergio Castellitto.
Ad inizio 2019 dichiara di essere stata abusata a 12 anni da un amico di famiglia, al quale era stata affidata in una vacanza, e di non averne mai parlato per preservare la madre dal rimorso di averla inconsciamente "consegnata" nelle mani del suo carnefice. Alla morte della madre, decide di confessare pubblicamente l'accaduto, per la prima volta nella trasmissione condotta da Bruno Vespa, Porta a porta.
Nel 2019 inizia le riprese di Supereroi, il nuovo film del regista Paolo Genovese, in cui è tra i protagonisti insieme ad Alessandro Borghi e Jasmine Trinca, e di una nuova fiction per Rai 1 intitolata Vivi e lascia vivere, dove interpreta Laura, una mamma che viene improvvisamente travolta da drammi familiari. Il 26 novembre 2020 torna in TV con il film Rita Levi-Montalcini per la regia di Alberto Negrin; promuovendo il film a Tale e quale show ha rivelato di aver avuto il COVID-19 a marzo. Nell’ottobre del 2021 racconta la vita di Mariangela Melato nella docu-serie Illuminate su Rai 3. Nel 2022 ha avuto un ruolo da guest star ne Le fate ignoranti di Ferzan Ozpetek e quello di Teresa Battaglia ne I casi di Teresa Battaglia, fiction tratta dall'omonimo romanzo di Ilaria Tuti. Per promuovere la seconda stagione di quest’ultima serie, il 26 ottobre 2024 è ospite a Ballando con le stelle come ballerina per una notte. Nel maggio 2025 su Rai 1 conduce i David di Donatello con Mika.

## Vita privata
È sorella della danzatrice Elisa Barucchieri.

Nel 1974, all'età di 12 anni, ha subìto un abuso sessuale da parte di un amico di vecchia data della sua famiglia. A proposito di tale drammatico avvenimento ha poi raccontato:
"Sono 45 anni che aspettavo questo momento. Non ho mai parlato finché era in vita mia madre, ma mi ero promessa di farlo quando se ne sarebbe andata. Non sono riuscita a confessare l'abuso a mia madre, mi vergognavo e avevo paura. Invece no! Bisogna parlarne, avrei dovuto farlo a 12 anni; questo silenzio mi è costato tantissimo e ho pagato pesantemente lo scotto. Invece dobbiamo insegnare ai nostri figli a non avere paura, a denunciare subito, e gli uomini dovrebbero scendere in piazza contro la violenza sulle donne, lo devono fare altrimenti si rischia di far venir fuori un "rigurgito" di femminismo che stride. Gli uomini dovrebbero manifestare per dire: 'I veri uomini si comportano in un certo modo'."
Nel 1991 Elena Sofia Ricci si è sposata con lo scrittore Luca Damiani. I due hanno divorziato circa un anno dopo.
Nel 1996, dalla relazione con Pino Quartullo, è nata Emma che diventerà attrice. La Ricci è stata sposata con il compositore Stefano Mainetti dal 2003 al 2022, da cui ha avuto una figlia di nome Maria.
Agnostica "incallita", si è convertita al cattolicesimo dopo aver iniziato a vestire i panni di Suor Angela nella serie Che Dio ci aiuti, anche grazie all'incontro con una suora molto simile al suo personaggio, consulente della serie.

## Filmografia

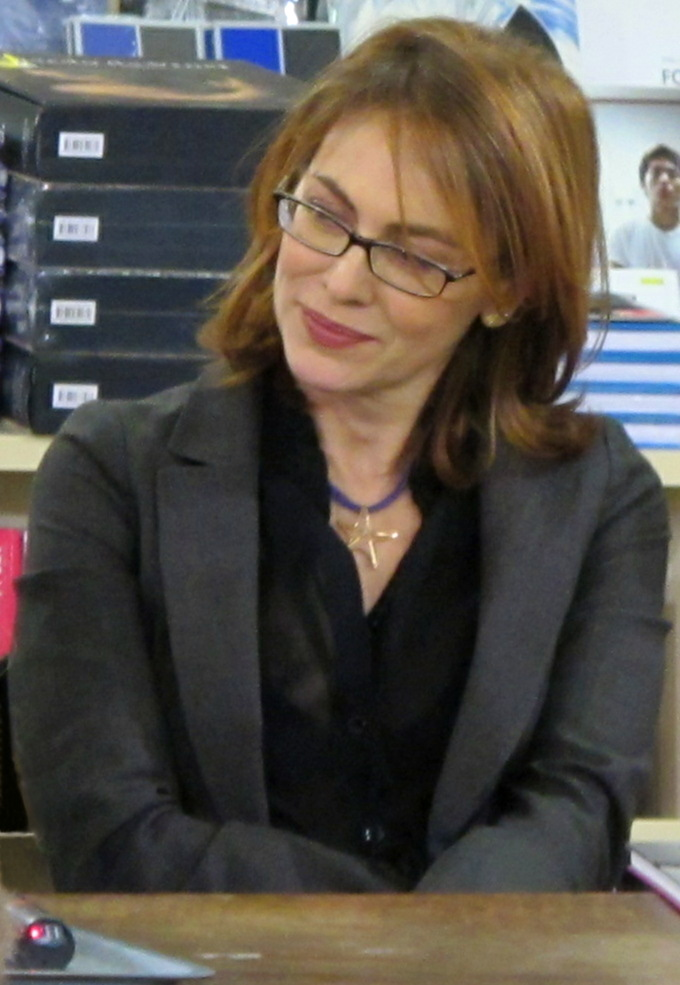
Elena Sofia Ricci alla LaFeltrinelli di Firenze per la presentazione di Mine vaganti (2011)

### Cinema
- Arrivano i gatti, non accreditata, regia di Carlo Vanzina (1980)
- Canto d'amore, accreditata come Elena Uber, regia di Elda Tattoli (1982)
- Zero in condotta, regia di Giuliano Carnimeo (1983)
- Impiegati, regia di Pupi Avati (1985)
- Il giocatore invisibile, regia di Sergio Genni (1985)
- Una domenica sì, regia di Cesare Bastelli (1986)
- Ultimo minuto, regia di Pupi Avati (1987)
- Io e mia sorella, regia di Carlo Verdone (1987)
- Sposi, 2º episodio, regia di Cesare Bastelli (1988)
- Ne parliamo lunedì, regia di Luciano Odorisio (1989)
- L'assassina, regia di Beat Kuert (1989)
- Burro, regia di José María Sánchez (1989)
- In nome del popolo sovrano, regia di Luigi Magni (1990)
- Ma non per sempre, regia di Marzio Casa (1991)
- Non chiamarmi Omar, regia di Sergio Staino (1992)
- Persone perbene, regia di Francesco Laudadio (1992)
- Stefano Quantestorie, regia di Maurizio Nichetti (1993)
- E quando lei morì fu lutto nazionale, regia di Lucio Gaudino (1993)
- Anime fiammeggianti, regia di Davide Ferrario (1994)
- Tra noi due tutto è finito, regia di Furio Angiolella (1994)
- Vendetta, regia di Mikael Håfström (1995)
- Esercizi di stile, registi vari (1996)
- Donna di piacere, regia di Paolo Fondato (1997)
- Commedia sexy, regia di Claudio Bigagli (2001)
- Come si fa un Martini, regia di Kiko Stella (2001)
- Il pranzo della domenica, regia di Carlo Vanzina (2003)
- Alla fine della notte, regia di Salvatore Piscicelli (2003)
- Ex, regia di Fausto Brizzi (2009)
- Mine vaganti, regia di Ferzan Özpetek (2010)
- Genitori & figli - Agitare bene prima dell'uso, regia di Giovanni Veronesi (2010)
- Tutta colpa della musica, regia di Ricky Tognazzi (2011)
- Allacciate le cinture, regia di Ferzan Özpetek (2014)
- Noi siamo Francesco, regia di Guendalina Zampagni (2014)
- Ho ucciso Napoleone, regia di Giorgia Farina (2015)
- L'amore rubato, regia di Irish Braschi (2016)
- Il tuttofare, regia di Valerio Attanasio (2018)
- Loro, regia di Paolo Sorrentino (2018)
- Supereroi, regia di Paolo Genovese (2021)
- Volare, regia di Margherita Buy (2023)
- Diamanti, regia di Ferzan Özpetek (2024)
- Un altro piccolo favore (Another Simple Favour), regia di Paul Feig (2025)

### Televisione
- Quei trentasei gradini, regia di Luigi Perelli – miniserie TV, 6 episodi (1984-1985)
- Un uomo in trappola – serie TV (1985)
- Il viaggio difficile – film TV (1986)
- Una donna a Venezia – miniserie TV, 4 episodi (1986)
- Little Roma, regia di Francesco Massaro – miniserie TV, 5 episodi (1987)
- La rivolta degli impiccati – serie TV, regia di Juan Luis Buñuel (1987)
- Sound, regia di Biagio Proietti – miniserie TV (1988)
- Chiara e Francesca – film TV (1989)
- Sangue blu – miniserie TV, 1 episodio (1990)
- La vita che ti diedi – film TV (1991)
- Il segno del comando, regia di Giulio Questi – film TV (1992)
- Contro ogni volontà – film TV (1992)
- Un otage de trop – film TV (1993)
- L'aquila della notte – film TV (1994)
- La marcia di Radetzky – miniserie TV, 2 episodi (1994)
- Ho un segreto con papà, regia di Gianpaolo Tescari – film TV (1995)
- Caro maestro – serie TV, 13 episodi (1996-1997)
- La forza dell'amore, regia di Vincenzo Verdecchi – miniserie TV, 3 episodi (1998)
- Clarissa – film TV (1998)
- Squadra mobile scomparsi – serie TV, 1 episodio (1999)
- Jesus, regia di Roger Young – miniserie TV (1999)
- Mio figlio ha 70 anni, regia di Giorgio Capitani – film TV (1999)
- Il rumore dei ricordi, regia di Paolo Poeti – film TV (2000)
- Stern der Liebe – film TV (2001)
- Scherzi a parte – programma TV (2001)
- Fabio Montale – miniserie TV, 3 episodi (2002)
- Storia di guerra e d'amicizia, regia di Fabrizio Costa – miniserie TV (2002)
- Un papà quasi perfetto, regia di Maurizio Dell’Orso – miniserie TV (2003)
- Orgoglio – serie TV, 30 episodi (2004-2006)
- Fratelli, regia di Angelo Longoni – film TV (2006)
- Giovanni Falcone - L'uomo che sfidò Cosa Nostra, regia di Andrea e Antonio Frazzi – film TV (2006)
- I Cesaroni – serie TV, 110 episodi (2006-2012)
- Caravaggio, regia di Angelo Longoni – miniserie TV (2007)
- Tutti i rumori del mondo, regia di Tiziana Aristarco – film TV (2007)
- Amiche mie – serie TV, 6 episodi (2008)
- Gli ultimi del paradiso, regia di Luciano Manuzzi – film TV (2010)
- Agata e Ulisse, regia di Maurizio Nichetti – film TV (2011)
- Che Dio ci aiuti – serie TV, 122 episodi (2011-in corso)
- Romeo e Giulietta, regia di Riccardo Donna – miniserie TV, 2 episodi (2014)
- Le due leggi, regia di Luciano Manuzzi – miniserie TV (2014)
- Don Matteo – serie TV, episodio 12x07 (2020) - nel ruolo di se stessa
- Vivi e lascia vivere – serie TV (2020)
- Rita Levi-Montalcini, regia di Alberto Negrin – film TV (2020)
- Illuminate: Mariangela Melato, il gioco della verità, regia di Marco Spagnoli – docu-film (2021)
- Le fate ignoranti – serie TV, guest episodio 1x07 (2022)
- I casi di Teresa Battaglia – serie TV (2023-in corso)
- La farfalla impazzita, regia di Kiko Rosati – film TV (2025)

### Cortometraggi
- La voce sola, regia di Marco Ottavio Graziano (2011)

### Documentari
- Grido per un nuovo Rinascimento, regia di Elisa Barucchieri, Stefano Mainetti, Elena Sofia Ricci (2021)

### Videoclip musicali
- Tu sì 'na cosa grande, cantata da Renato Zero (2009)
- Ancora qui, canzone di Renato Zero (2009)

## Teatro
- La scuola delle mogli, regia di Marco Mattolini (1981)
- Il bugiardo, regia di Alvaro Piccardi (1983)
- L'invito al castello, regia di M. Ferrero (1983)
- Beatles back, regia di R. Mattioli (1985)
- Macbeth, regia di Giancarlo Sepe (1994)
- Estate e fumo, regia di Armando Pugliese (1997)
- Come tu mi vuoi, regia di Armando Pugliese (1999)
- Metti, una sera a cena, regia di Giuseppe Patroni Griffi (2003)
- I Blues, regia di Armando Pugliese (2015)
- Mammamiabella!, regia di Elena Sofia Ricci (2017)
- Vetri rotti, regia di Armando Pugliese (2018-2020)
- La dolce ala della giovinezza, regia di Pier Luigi Pizzi (2021-2023)
- Fedra, regia di Elena Sofia Ricci (2022-2023)

## Programmi televisivi
- David di Donatello (Rai 1, 2025) - co-conduttrice

## Riconoscimenti
- David di Donatello[14]
  - 1988 – Migliore attrice non protagonista per Io e mia sorella
  - 1990 – Migliore attrice protagonista per Ne parliamo lunedì
  - 2010 – Candidatura alla migliore attrice non protagonista per Mine vaganti
  - 2019 – Migliore attrice protagonista per Loro
- Nastro d'argento
  - 1988 – Migliore attrice non protagonista per Io e mia sorella
  - 1991 – Candidatura alla migliore attrice protagonista per Ne parliamo lunedì
  - 2010 – Migliore attrice non protagonista per Mine vaganti[15]
  - 2018 – Migliore attrice protagonista per Loro
  - 2018 – Premio Wella per l'immagine
  - 2022 – Menzione speciale per il film-documentario Grido per un nuovo Rinascimento[16]
  - 2023 – Nastro d'argento Speciale - Per un'icona amata dal pubblico
  - 2023 – Premio Pianegonda - Per la classe e lo stile
  - 2025 – Premio Speciale Nastro d'Argento dell'anno - Diamanti, regia di Ferzan Özpetek
- Ciak d'oro
  - 1988 – Migliore attrice non protagonista per Io e mia sorella[17]
  - 1990 – Migliore attrice protagonista per Ne parliamo lunedì[17]
  - 1990 – Candidatura alla migliore attrice non protagonista per Burro
  - 2010 – Candidatura alla migliore attrice non protagonista per Genitori & figli - Agitare bene prima dell'uso
  - 2010 – Migliore attrice non protagonista per Mine vaganti[18][19]
  - 2016 – CinéCiak d’Oro Classic[20]
- Globo d'oro
  - 1985 – Miglior attrice rivelazione per Impiegati
  - 1996 – Candidatura alla migliore attrice protagonista per Esercizi di stile
- Mostra internazionale d'arte cinematografica di Venezia
  - 2010 – Candidatura per il Premio Kinéo come migliore attrice non protagonista per Genitori & figli - Agitare bene prima dell'uso
  - 2010 – Candidatura per il Premio Kinéo come migliore attrice non protagonista per Mine vaganti
  - 2014 – Premio Kinéo come migliore attrice non protagonista per Allacciate le cinture
  - 2019 – Filming Italy Best Movie Award come migliore attrice protagonista per Loro
- Premio Flaiano sezione cinema
  - 1989 – Premio speciale "I giovani del cinema italiano" per l'interpretazione
- Premio Flaiano sezione teatro
  - 2018 – Miglior interpretazione femminile per Vetri rotti[21]
- Premio Flaiano sezione televisione
  - 2000 – Miglior interpretazione femminile per Il rumore dei ricordi

### Altri premi
- 1984 – Telegatto per Quei trentasei gradini
- 1996 – Telegatto per Caro maestro
- 2003 – Grolla d'Oro
- 2003 – Premio Saint Vincent
- 2006 – Premio Afrodite come migliore attrice di Fiction[22][23]
- 2007 – Premio Salvo Randone[24]
- 2007 – Premio Efebo d'oro[25]
- 2009 – Premio Internazionale del Cinema Rodolfo Valentino[26]
- 2013 – Premio Roma Fiction Fest come migliore attrice  TV Comedy[27]
- 2013 – Premio L.A.R.A. - Roma Fiction Fest alla migliore interpretazione[27]
- 2013 – Premio Alberto Sordi
- 2014 – Premio Marisa Bellisario
- 2014 – Premio Vincenzo Crocitti International
- 2015 – Premio internazionale "Padre Pio da Pietrelcina" (XV edizione)
- 2017 – Premio Barocco[28]
- 2019 – Premio BCT – Festival Nazionale del Cinema e della Televisione[29]
- 2019 – Premio Giffoni Experience Award[30]
- 2019 – Marateale – Premio Internazionale Basilicata[31]
- 2019 – Premio Virna Lisi come migliore attrice dell'anno[32]
- 2021 – Premio Ugo Tognazzi[33]
- 2022 – Italian TV Awards – Premio Eccellenza Televisiva: Premio Speciale Sezione Teatro[34]
- 2023 – Premio Anna Magnani come migliore attrice dell'anno[35]
- 2023 – Premio MAXIMO come miglior attrice per la serie Fiori sopra l’inferno – I casi di Teresa Battaglia[36]
- 2024 – Premio "La Pellicola d'oro", premio speciale per l'attività artistica[37]
- 2024 – Marateale – Premio Internazionale Basilicata[38]
- 2025 – Premio "Guido Carli" XVI edizione[39]
- 2025 – MAXIMO Excellence Award – Italian Global Series Festival[40]